# Манаус (микрорегион)

Манаус на карте.

Мана́ус (порт. Microrregião de Manaus) — микрорегион в Бразилии. входит в штат Амазонас. Составная часть мезорегиона Центр штата Амазонас. Население составляет 2 039 536 человек на 2010 год. Занимает площадь 41 243,041 км². Плотность населения — 49,45 чел./км².

## Демография
Согласно сведениям, собранным в ходе переписи 2010 г. Национальным институтом географии и статистики (IBGE), население микрорегиона составляет:
| Полное население                             | Полное население                             | Полное население                             | Полное население                             | 2 039 536 |
| -------------------------------------------- | -------------------------------------------- | -------------------------------------------- | -------------------------------------------- | --------- |
| в том числе:                                 | Городское население                          | 1 913 426                                    | Процент городского населения, %              | 93,82     |
|                                              | Сельское население                           | 126 110                                      | Процент сельского населения, %               | 6,18      |
|                                              | Мужское население                            | 1 002 610                                    | Процент мужского населения, %                | 49,16     |
|                                              | Женское население                            | 1 036 926                                    | Процент женского населения, %                | 50,84     |
| Плотность населения, чел/км²                 | Плотность населения, чел/км²                 | Плотность населения, чел/км²                 | Плотность населения, чел/км²                 | 49,45     |
| Население микрорегиона в % к населению штата | Население микрорегиона в % к населению штата | Население микрорегиона в % к населению штата | Население микрорегиона в % к населению штата | 58,54     |

## Состав микрорегиона
В составе микрорегиона включены следующие муниципалитеты:
1. Аутазис
2. Карейру
3. Карейру-да-Варзеа
4. Ирандуба
5. Манакапуру
6. Манакири
7. Манаус